# White Raven
Pour les articles homonymes, voir White Raven (homonymie).
White Raven est un opéra en cinq actes, pour solistes, chœur  et orchestre, composé en 1991 par Philip Glass en collaboration avec Robert Wilson, sur un livret de Luísa Costa Gomes (pt). Commande de la Commission nationale pour la commémoration des découvertes portugaises et du Teatro Real de Madrid, la première mondiale de l'œuvre (en portugais sous le nom O Corvo Branco) a eu lieu à l'occasion de l'Exposition Internationale le 26 septembre 1998 au Teatro Camões (en) de Lisbonne, dirigée par Dennis Russel Davies. La première espagnole, sous la direction de Günter Neuhold s'est déroulée le 28 novembre 1998 (une retransmission télévisée en direct a été diffusée par la suite, sur la chaîne TVE, le 4 décembre 1998) et la première américaine au Lincoln Center,, de New York, sous la direction de Dennis Russel Davies et avec une chorégraphie de Lucinda Childs, le 10 juillet 2001,,.

## Conception
Lorsqu'il est contacté au début des années 90 par António Mega Ferreira (pt), membre de la Commission portugaise et futur commissaire de l'Expo '98, Glass, qui vient d'écrire The Voyage, pour célébrer le 500e anniversaire de l'arrivée de Christophe Colomb en Amérique, ne montre tout d'abord aucun enthousiasme à l'idée de refaire un opéra sur le thème de la découverte. Invité à y réfléchir de nouveau, il accepte à condition que Robert Wilson fasse partie du projet. Il part ensuite au Brésil où il compose la musique durant tout un hiver.
À l'origine, O Corvo Branco devait faire partie d'un diptyque dont il aurait été la conclusion. La première partie, qui n'a jamais été écrite, devait s'appeler The Palace Of Arabian Nights (Le Palais des Mille et Une Nuits) et se concentrer sur le développement et l'expansion de l'Islam du IXe siècle à la Renaissance. « O Corvo Branco couvre précisément le reste de l'histoire. Du XVe siècle au XXIe siècle ».
La raison pour laquelle cette autre partie du diptyque ne s'est jamais réalisée serait due à un malentendu entre lui et Wilson.

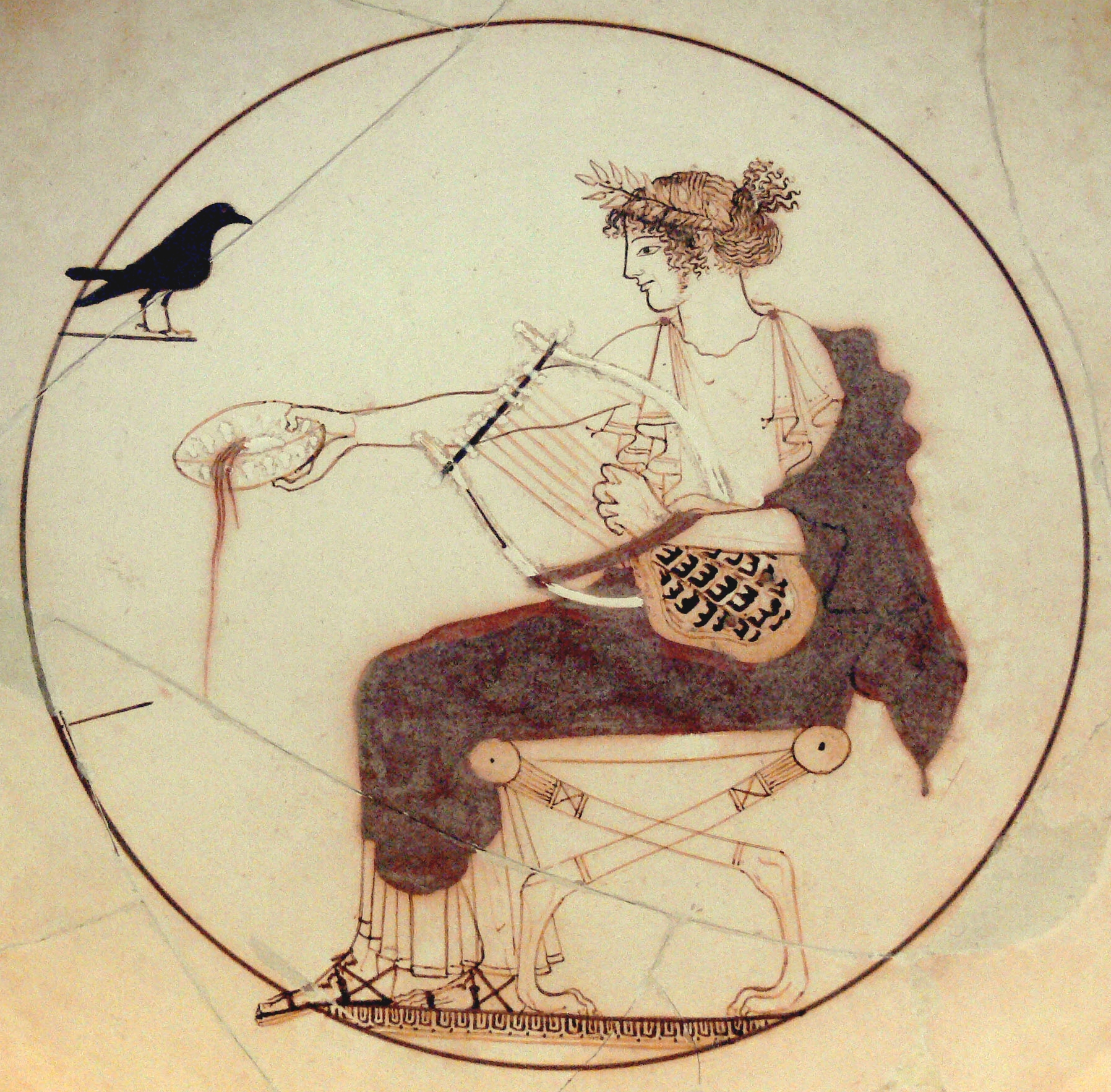
Apollon et le corbeau, musée archéologique de Delphes

Le titre White Raven (Corbeau Blanc en français) est tiré de la mythologie grecque: Apollon, amoureux de la princesse Coronis fille de Phlégias, roi des Lapithes, confia à un corbeau blanc, son compagnon préféré, le soin de veiller sur elle. Mais au fil des jours, l'oiseau, trouvant sa mission de plus en plus ennuyeuse, décida une nuit de trahir la confiance de son maitre. Il lui raconta que Coronis le trompait avec un mortel nommé Ischys. Fou de rage, Apollon tua la jeune fille d'une flèche en pleine poitrine avant de comprendre que le corbeau avait menti. Pour le punir, Apollon transforma de sa main de feu son plumage immaculé en un ramassis de plumes aussi noires que le charbon. Le corbeau blanc est donc ici un messager et un symbole de l'innocence perdue.
Comme pour les autres collaborations entre Glass et Wilson (Einstein on the Beach, The CIVIL warS et Monsters of Grace), White Raven ne raconte pas vraiment une histoire. Le livret présente une sorte de panorama de personnages et d'évènements en mélangeant des versets poétiques avec des traités scientifiques, des titres de journaux ou, comme dans le final, une longue liste de personnages historiques portugaises.
En ce sens, l'opéra n'est pas tant une célébration de l'exploration, mais une méditation, une réflexion ouverte sur le processus et le sens du concept de découverte, des expéditions du célèbre explorateur portugais  à l'ère moderne des missions sur la Lune, et jusqu'à l'exploration future de l'Univers,.

## Personnages
| Rôle                                | Voix          | Distribution de la création mondiale, 26 septembre 1998 Direction : Dennis Russell Davies |
| ----------------------------------- | ------------- | ----------------------------------------------------------------------------------------- |
| Queen, Scientist 1                  | soprano       | Ana Paula Russo                                                                           |
| Raven 1                             | soprano       | Suzan Hanson                                                                              |
| Raven 2, Scientist 2                | mezzo-soprano | Maria Jonas                                                                               |
| Da Gama, Traveler 1                 | baryton-basse | Herbert Perry                                                                             |
| King                                | baryton       | Yuri Batukov                                                                              |
| Native Queen, Miss Universe, Dragon | mezzo-soprano | Janice Felty (en)                                                                         |
| Sailor 1, Scientist 3, Traveler 2   | ténor         | Douglas Perry                                                                             |
| Sailor 3, Traveler 3                | baryton       | Fabrice Raviola                                                                           |
| Sailor 2, Traveler 4                | baryton-basse | Zheng Zhou (en)                                                                           |
| Judy Garland, Siamese Twin 1        | soprano       | Paula Pires de Matos                                                                      |
| Siamese Twin 2                      | soprano       | Sandra Medeiros                                                                           |
| Barcelos Clock, Dogman              | mezzo-soprano | Marina Ferreira                                                                           |
| Spoonman                            | ténor         | David Lee Brewer                                                                          |
| Tin Man, Ocephalus                  | ténor         | John Duykers (en) (remplacé par Anthony Roden pour la première espagnole)                 |
| Native King, Elephant Foot          | basse         | Vincent Dion Stringer                                                                     |
| Writer                              | acteur        | Diogo Infante (en)                                                                        |

## Structure
- Acte I  
  - Knee Play 1, El Escritor con los dos Cuervos
  - Scène 1, Corte Portuguesa
  - Knee Play 2
  - Scène 2, El Viaje
  - Scène 3, Africa
  - Scène 4, India
- Acte II 
  - Scène 1, Exploracion Submarina
  - Scène 2, Exploracion de Agujeros Negros en el Cielo
- Acte III 
  - Prologo
  - Scène 1, Corte Portuguesa
  - Knee Play 3, El Escritor Como Cuervo
  - Scène 2, Visiones Nocturnas
- Acte IV
  - Scène 1, Scherzo
  - Knee Play 4, El Escritor con una Mesa de Agua y una Pluma Voladora
- Acte V
  - Scène 1, Brasil
  - Epilogo

#### Ouvrages
- (en) Robert Maycock, Glass : A Biography of Philip Glass, Sanctuary Publishing, 2003, 191 p. (ISBN 1-86074-347-1 et 9781860743474)